# Giovanni Sinadeno (megas konostaulos)
Giovanni Comneno Ducas Paleologo Sinadeno in greco Ἰωάννης Κομνηνός Δούκας Παλαιολόγος Συναδηνός? (... – 1328) era un nobile bizantino e capo militare all'inizio del XIV secolo, con il titolo di corte di megas konostaulos.

## Biografia
Era figlio (probabilmente il maggiore) del megas stratopedarchēs Giovanni Sinadeno e fratello del prōtostratōr Teodoro Sinadeno. Ereditò il cognome “Paleologo” da sua madre, Teodora Paleologa Sinadena, ed era comunemente conosciuto con questo nome. 
Si sa molto poco della sua vita, tranne che agì come emissario di Andronico III Paleologo presso suo nonno Andronico II durante le fasi finali della guerra civile bizantina del 1321-1328, insieme a Giovanni Aplesfares.
Sposò una donna di nome Thomais (Tommasina) Tomasina Comnena Ducena Lascarina Cantacuzena Paleologa, discendente delle dinastie imperiali dei Lascaris e dei Paleologi, figlia di un certo [Michele] Cantacuzeno; in seguito divenne suora con il nome di Xena. Non si conoscono figli da lui. Successivamente sposò Irene Lascarina Comnena Ducena Paleologa, di origini sconosciute. Da lei ebbe tre figlie:
- Anna Sinadena Cantacuzena sposò un certo Michele Comneno Lascaris Briennio Filantropeno[5].
- Irene Comnena Cantacuzena Paleologa Sinadena sposò Michele Comneno Tornício Paleologo Asen (governatore di Lesbo nel 1342/1255), figlio di un certo Constantino Paleologo Asen. Da lui ebbe probabilmente un figlio di nome Giovanni Ducas Angelo Paleologo Raulo Lascaris Tornício Filantropeno Asen[5].
- Eufrosina Ducena Paleologa sposò un certo Costantino Comneno Raulo Paleologo[5].

## Ascendenza
|                            |                      |                                  | Genitori |  |  | Nonni |  |  | Bisnonni |  |
|                            |                      |                                  |          |  |  | …     |  |  | …        |  |
|                            |                      |                                  |          |  |  | …     |  |  | …        |  |
|                            |                      | …                                |          |  |  | …     |  |  |          |  |
| Giovanni Sinadeno          |                      |                                  |          |  |  | …     |  |  |          |  |
|                            |                      | …                                | …        |  |  |       |  |  |          |  |
|                            |                      | …                                | …        |  |  |       |  |  |          |  |
|                            |                      | …                                | …        |  |  |       |  |  |          |  |
| Giovanni Sinadeno          |                      | …                                |          |  |  |       |  |  |          |  |
|                            | Costantino Paleologo | Andronico Paleologo              |          |  |  |       |  |  |          |  |
|                            | Costantino Paleologo | Andronico Paleologo              |          |  |  |       |  |  |          |  |
|                            | Costantino Paleologo | Teodora Angelina Paleologina     |          |  |  |       |  |  |          |  |
| Teodora Paleologa Sinadena | Costantino Paleologo |                                  |          |  |  |       |  |  |          |  |
|                            |                      | Irene Comnena Lascarina Branaina | …        |  |  |       |  |  |          |  |
|                            |                      | Irene Comnena Lascarina Branaina | …        |  |  |       |  |  |          |  |
|                            |                      | Irene Comnena Lascarina Branaina | …        |  |  |       |  |  |          |  |
|                            |                      | Irene Comnena Lascarina Branaina |          |  |  |       |  |  |          |  |